# Archytas nonamensis
Archytas nonamensis är en tvåvingeart som beskrevs av Ravlin och Stehr 1984. Archytas nonamensis ingår i släktet Archytas och familjen parasitflugor.
Artens utbredningsområde är Florida. Inga underarter finns listade i Catalogue of Life.